# 황세준
황세준(1973년 3월 6일 ~ )은 대한민국의 작곡가, 편곡가이자 젤리피쉬 엔터테인먼트의 대표이사이다.

## 작곡 목록
- 테이 - 사랑은 향기를 남기고, 사랑은 하나다, 같은 베개
- BMK - 꽃피는 봄이오면
- 리사 - 헤어져야 사랑을 알죠
- 김민종 - 하얀 그리움, 그래..., 그대 하나만, 슬픔보다는..., 해변의 그대
- 김현철 - 왜 그래
- 김형중 - 그녀가 웃잖아
- 장혜진 - 아름다운 날들
- 이현우 - 요즘 너는
- 플라이 투 더 스카이 - 사랑해요 우리
- 유진 - 폭풍의 언덕
- 하울 - 앵무새
- 조성모 - 나와 함께, 눈물이 나요
- 박상민 - 끝이 아니길, Alone, 사랑인 거죠, 엇갈린 인연, 상실, 후애, 연인, 착각
- 박효신 - 사랑이 고프다, 안녕 사랑아, 사랑한 후에
- 파파야 - 내 얘길 들어봐
- 성시경 - 난 좋아, 오 나의 여신님
- 빅스(VIXX) - Error
- 클릭비(Click-B) - 환영문
- 엄정화 - 널 모를께, 나눌 수 없는 사랑, 수줍은 일기(메모리), Maria, All I Wanna Do, 어쩔 수 없는 일
- 임창정 - 후유증, 내 친구와 남자 친구
- 이문세 - 화장, 오월 이맘때였죠
- 김현성 - 너잖아, 이별의 끝에서
- 김장훈 - 미안해